# Pseudolovenia
Pseudolovenia is een geslacht van zee-egels uit de familie Loveniidae.

## Soorten
- Pseudolovenia hirsuta A. Agassiz & H.L. Clark, 1907